# Menga Danuser
Menga Danuser (* 31. Juli 1951 in Frauenfeld; † 3. September 2011 ebenda; heimatberechtigt in Felsberg und St. Gallen) war eine Schweizer Politikerin (SP).

## Werdegang

Staatsschutzfiche

Danuser wuchs als jüngstes von drei Kindern des Musikers und Organisten Paul Johann Danuser und der Luise Danuser, geb. Schneller, Krankenschwester, in Frauenfeld auf. Sie liess sich nach der Matura von 1970 bis 1974 in Zürich und Genf zur Sekundarlehrerin ausbilden und übte ihren Beruf von 1974 bis 2007 in Frauenfeld aus. Sie trat 1974 der SP bei. Von 1975 bis 1983 war sie Mitglied im Gemeinderat von Frauenfeld. Während drei Legislaturperioden von 1976 bis 1988 war sie im Grossen Rat des Kantons Thurgau. Am 30. November 1987 wurde sie als erste Frau im Kanton Thurgau direkt in den Nationalrat gewählt. Sie trug wesentlich dazu bei, dass die Greina-Hochebene unter Schutz gestellt werden konnte. Ebenso setzte sie sich stark für Frauenrechte ein. Bekannt wurde Danuser auch im Zusammenhang mit dem Fichenskandal, indem sie den Eintrag „trinkt Abends gerne ein Bier!“ auf ihrer Fiche öffentlich machte.
Bei den Wahlen von 1995 teilte die SP Thurgau ihre Liste in zwei nach Geschlechtern getrennte Teillisten auf, was zur Folge hatte, dass Menga Danuser abgewählt und durch Jost Gross ersetzt wurde.
Aus gesundheitlichen Gründen liess sie sich vorzeitig pensionieren und lebte zurückgezogen in Frauenfeld. Sie starb an Herzversagen.
Privatleben
Ihr Lebensgefährte war der Jurist Kurt Schwarz (1942 bis 2012), mit dem Danuser fast 40 Jahre zusammenlebte. Verheiratet war das Paar nie. Ihr Grossvater war der Thurgauer Staatsschreiber Hermann Schneller.